# Roland Schär
Roland Schär (Muhlefeld, 1 juli 1950) is een voormalig Zwitsers wielrenner. Hij is de vader van profwielrenner Michael Schär.

## Belangrijkste overwinningen
1972
- Veldrit Steinmaur

1975
- Giro del Mendrisiotto

1976
- 4e etappe Catalaanse Week

## Resultaten in voornaamste wedstrijden
| Jaar |  | WK op de weg |
| ---- |  | ------------ |
| 1976 |  | 53e          |